# Trine 5: A Clockwork Conspiracy
Trine 5: A Clockwork Conspiracy — приключенческая игра, разработанная Frozenbyte и изданная THQ Nordic. Релиз игры состоялся 31 августа 2023 года.

## Сюжет
Магу Амадею, рыцарю Понтию и воровке Зое необходимо вновь воссоединиться, чтобы восстановить репутацию и разобраться с армией автоматонов.

## Разработка
20 февраля 2023 года инсайдер под ником billbil-kun опубликовал в своём Twitter-аккаунте название игры. 7 апреля тот же инсайдер объявил, что анонса игры стоит ожидать в течение недели. 12 апреля во французском онлайн-магазине за пару часов до анонса открылся предзаказ на ещё неанонсированную игру. В тот же день состоялся официальный анонс игры. 24 июля 2023 года разработчики сообщили о том, что релиз игры состоится 31 августа 2023 года для всех платформ.
Релиз игры состоялся 31 августа 2023 года на PlayStation 5, Xbox Series X/S, PlayStation 4, Xbox One, Nintendo Switch и Windows.

## Восприятие

### До выпуска
Кэтрин Кастл из Rock, Paper, Shotgun после анонса игры отметила, что с нетерпением ждёт новую игру серии.

### После выпуска
| Сводный рейтинг       | Сводный рейтинг                                        |
| Агрегатор             | Оценка                                                 |
| --------------------- | ------------------------------------------------------ |
| Metacritic            | 80/100 (PC) 79/100 (PS5) 82/100 (XSXS) 68/100 (Switch) |
| OpenCritic            | 78/100                                                 |
| Иноязычные издания    |                                                        |
| Издание               | Оценка                                                 |
| IGN                   | 8/10                                                   |
| Nintendo Life         | [ 19 ]                                                 |
| Push Square           | [ 20 ]                                                 |
| Русскоязычные издания |                                                        |
| Издание               | Оценка                                                 |
| Riot Pixels           | 75 %                                                   |

Игра получила положительные отзывы, согласно агрегатору рецензий Metacritic.
Трэвис Нортап из IGN назвал продолжение потрясающим сиквелом, отметив что игра использует все свои сильные стороны и вносит множество важных изменений в геймплей.